# Xylorycta assimilis
Espèce
Synonymes
- Xylorycta terenopis Meyrick, 1915[1]

Xylorycta assimilis est une espèce d'insectes lépidoptères de la famille des Oecophoridae endémique d'Australie.